# ハマド・タウン
ハマド・タウン（アラビア語: مدينة حمد Madīnat Ḥamad、英語: Hamad Town）は、バーレーンの北部県の都市。
現在在位中のハマド・ビン・イーサ・アール・ハリーファ国王に因む。
シーア派・スンニ派を含めて文化的多様性が高い。
多数派民族の存在しない現在のバーレーンの縮図になっている。
1991年、リファー及び南部区より離れて単独の地方自治体を形成したが、2002年に北部県へ編入されて、現在に至っている。

## 歴史
1984年、ハマド・タウンは高騰する家賃に対応出来ない国民の為に「住宅都市」として設置された。また、政府庁舎が設置された。
1990年、バーレーンは湾岸戦争で難民になったクウェート人を受け入れた。難民はハマド・タウンで無料の住宅や学校教育等を与えられた。
1991年初頭、戦争終結に伴って、クウェート人は住宅を返却し帰国した。
2001年、無料の公営住宅が設置された。

## 地理
ハマド・タウンは首都マナーマから18km、バーレーン国際空港から19km離れている。
中東最大のF1競技場のバーレーン・インターナショナル・サーキットが位置するサキール地区が近い。
サキール地区にはバーレーン大学が有る。
22の環状交差点を持ち、住所は最寄りの環状交差点に基づいて割り振られる。

## 経済
首都マナーマで勤務する住民が多い。
殆どが居住地区である。